# Ornatotholus
Ornatotholus ist eine umstrittene Gattung der Vogelbeckensaurier (Ornithischia) aus der Gruppe der Pachycephalosauria. Einzige beschriebene Art ist O. browni.
Bislang wurde von Ornatotholus nur das Schädeldach gefunden. Dieses setzt sich wie bei allen Pachycephalosauriern aus dem Stirnbein (Frontale) und dem Scheitelbein (Parietale) zusammen und weist die für diese Dinosauriergruppe typische Verdickung auf. Das Schädeldach ist relativ flach und hat eine offene Fenestra supratemporalis (das obere Schädelfenster der Schläfengegend).
Fossile Überreste dieses Dinosauriers wurden in der Dinosaur-Park-Formation in Alberta (Kanada) gefunden und 1979 erstbeschrieben. Zunächst wurden die Funde in die Gattung Stegoceras eingegliedert, 1983 als eigene Gattung Ornatotholus beschrieben.
Typusart und einzig beschriebene Art ist O. browni. Der Fund wird in die Oberkreide (spätes Campanium) auf ein Alter von etwa 76 bis 72 Millionen Jahre datiert.
Ob es sich bei Ornatotholus um eine gültige Gattung handelt, ist umstritten. R. Sullivan betrachtet die Funde lediglich als Jungtiere von Stegoceras und ordnet sie dieser Gattung zu; Teresa Maryańska u. a. führen sie hingegen als eigenständige Gattung und platzieren sie in einer kladistischen Untersuchung aufgrund des offenen Schädelfensters als relativ urtümlichen Pachycephalosaurier. Klarheit darüber werden wohl nur weitere Funde bringen.